# Скарстед, Вальдемар
Карл Абрахам Вальдемар Скарстед (швед. Carl Abraham Waldemar Skarstedt, 24 июля 1861, Лунд, Скания, Швеция — 8 февраля 1931, Стокгольм, Швеция) — шведский журналист и либеральный политик. Сын богослова Карла Скарстеда и отец актёра Георга Скарстеда.

## Биография
После учебы в Лундском университете в 1881—1886 годах, Вальдемар Скарстед ушёл в журналистику и в 1886—1887 годах являлся адъюнктом газеты Wermlands Allehanda, в 1887 году в Kristinehamns-Tidningen и в 1888—1890 годах в Aftonbladet. Затем в 1888—1894 годах он был редактором и соиздателем Hudiksvalls Allehanda, а в 1894—1931 годах стал владельцем и издателем Falu-Kuriren.
Вальдемар также был активным участником и пропагандистом движения трезвости.
Скарстед являлся членом Первой палаты Риксдага с 1912 по 1914 год от лена Даларна. В Риксдаге он принадлежал к Свободомыслящей Национальной Ассоциации Либеральной партии. Вальдемар был членом Конституционного комитета с 1912 по 1914 год и занимался различными вопросами общественного здравоохранения.